# Franz Baader
Pour les articles homonymes, voir Baader.
Franz Baader est un informaticien allemand né le 15 juin 1959 à Spalt. Il est titulaire de la chaire de théorie des automates à la Faculté d'informatique de la TU Dresden,,.

## Biographie
Baader fait des études d'informatique à l'Université Friedrich-Alexander d'Erlangen-Nuremberg  de  1980 à 1985. Il obtient un doctorat en informatique en 1989 sous la direction de Klaus Leeb et Jörg Siekmann à l'Université d'Erlangen-Nuremberg avec une thèse intitulée « Unifikation und Reduktionssysteme für Halbgruppenvarietäten ». Il y travaille ensuite comme assistant à partir de 1985. En 1989, il rejoint le Centre de recherche allemand pour l'intelligence artificielle (DFKI) à Kaiserslautern et Sarrebruck, où il travaille  comme chercheur et chef de projet.
De 1993 à 2001, il est professeur d'informatique théorique à l'École supérieure polytechnique de Rhénanie-Westphalie (|RWTH) d'Aix-la-Chapelle. Depuis avril 2001, il est professeur ordinaire de théorie des automates à l'Institut d'informatique théorique de la TU Dresden. Ses domaines de recherche incluent la représentation des connaissances, en particulier la logique de description et la logique modale, ainsi que la preuve automatique, en particulier la théorie de la substitution et de l'unification de termes .
Il a été membre de comités de programme de conférences nationales et internationales traitant des domaines de raisonnement automatique, de l'intelligence artificielle, de la représentation des connaissances et de la logique. Il a organisé des ateliers internationaux et fait partie du comité de rédaction de magazines sur l'intelligence artificielle et la logique de l'informatique.
Parmi ses élèves, il y a Ulrike Sattler.

## Reconnaissance
- 2011 : Baader est élu membre de l'Academia Europaea[5].
- 2020 : Baader reçoit le Herbrand Award « en reconnaissance de ses contributions significatives à la théorie de l'unification, des combinaisons de théories et de raisonnements en logique de description[6] ».

## Ouvrages
- Franz Baader et Tobias Nipkow, Term Rewriting and All That, Cambridge University Press, 1998 (ISBN 9781139172752)
- Franz Baader, The description logic handbook: theory, implementation, and applications, Cambridge University Press, 2003 (ISBN 978-0-521-78176-3, lire en ligne)
- Franz Baader et Andrei Voronkov, Logic for programming, artificial intelligence, and reasoning: 11th international conference, Springer, 2005 (ISBN 978-3-540-25236-8, lire en ligne)
- Franz Baader, Ian Horrocks, Carsten Lutz et Uli Sattler, An Introduction to Description Logic, Cambridge University Press, 2017 (ISBN 978-0-521-87361-1, lire en ligne)